# Associazione Calcio Fiorentina 1972-1973
Questa voce raccoglie le informazioni riguardanti l'Associazione Calcio Fiorentina nelle competizioni ufficiali della stagione 1972-1973.

## Stagione
Nella stagione 1972-1973 la Fiorentina disputa il campionato di Serie A, con 37 punti ottiene il quarto posto.
Si assiste a un ulteriore ringiovanimento della rosa della Fiorentina. Se ne vanno alcuni resti dell'anno dello scudetto quali Luciano Chiarugi e Ugo Ferrante, mentre fanno il loro esordio in campionato in maglia viola molti giovani come Domenico Caso e Moreno Roggi. Fa il suo esordio anche il giovane centrocampista Giancarlo Antognoni acquistato dall'Asti MaCoBi, squadra piemontese di Serie D. Ad allenare la squadra gigliata in questa stagione è lo svedese Nils Liedholm. Miglior marcatore viola di questa stagione è Sergio Clerici autore di 17 reti, di cui 10 in campionato, 1 in Coppa Italia, 4 in Coppa UEFA e 2 nella Coppa Anglo-Italiana.

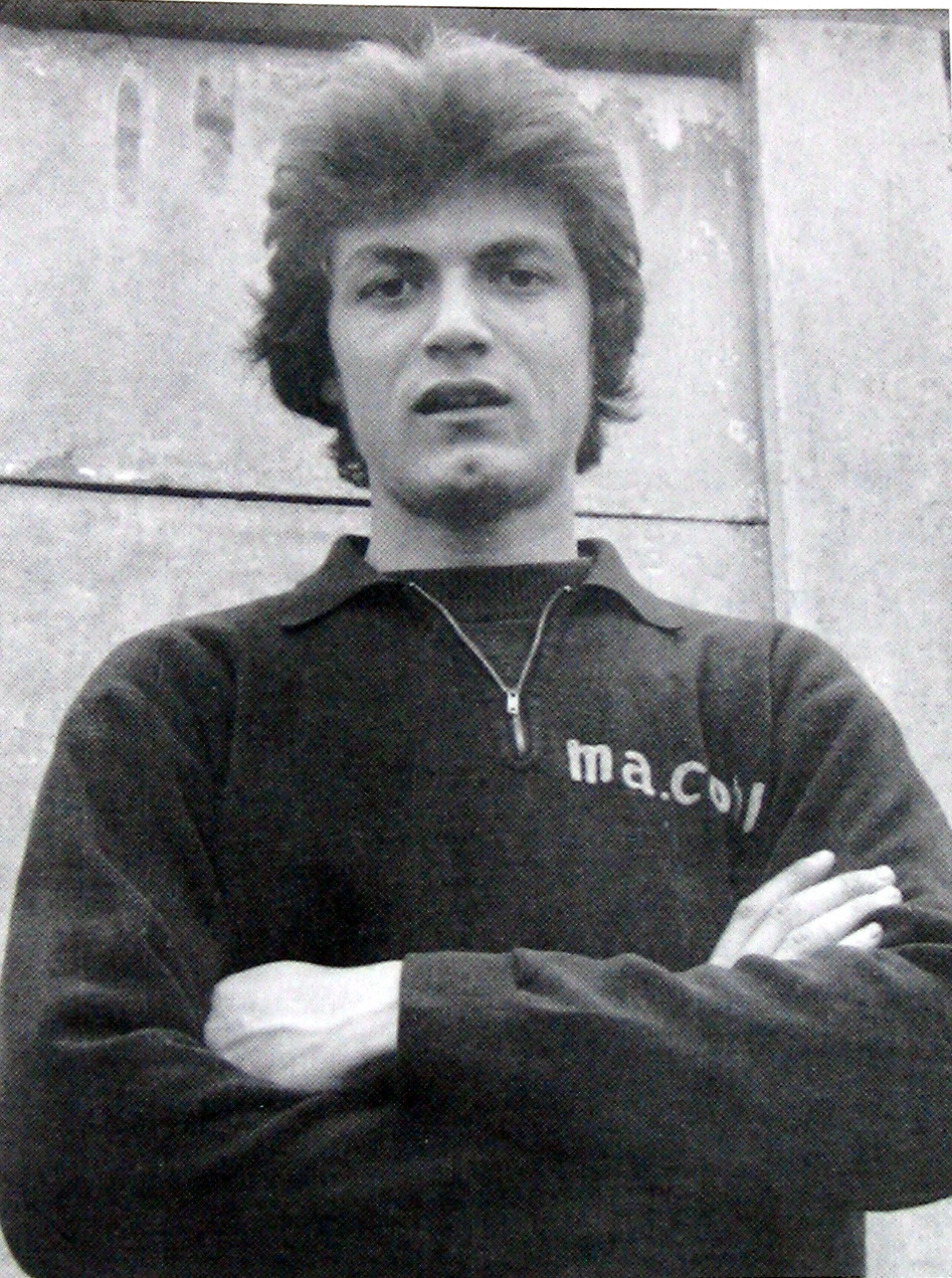
Il neoacquisto Giancarlo Antognoni

I viola in Coppa UEFA non vanno oltre i sedicesimi, superano nel primo turno i turchi del Eskişehirspor, sono estromessi nel secondo turno dai portoghesi del Vitória Setúbal. In Coppa Italia 1972-1973, inseriti nel quinto girone di qualificazione, vengono stati eliminati al primo turno. Partecipano inoltre alla Coppa Anglo-Italiana, arrivata alla quarta edizione del torneo riservato a squadre provenienti dal campionato italiano e inglese, dove i gigliati perdono la finale disputata a Firenze il 3 giugno 1973 contro il Newcastle Utd (1-2).

## Rosa
| N. |                   | Ruolo | Calciatore          |
| -- | ----------------- | ----- | ------------------- |
|    | Italia (bandiera) | P     | Nevio Favaro        |
|    | Italia (bandiera) | P     | Massimo Migliorini  |
|    | Italia (bandiera) | P     | Franco Superchi     |
|    | Italia (bandiera) | D     | Giuseppe Brizi      |
|    | Italia (bandiera) | D     | Giancarlo Galdiolo  |
|    | Italia (bandiera) | D     | Giuseppe Longoni    |
|    | Italia (bandiera) | D     | Ennio Pellegrini    |
|    | Italia (bandiera) | D     | Mario Perego        |
|    | Italia (bandiera) | D     | Moreno Roggi        |
|    | Italia (bandiera) | C     | Giancarlo Antognoni |
|    | Italia (bandiera) | C     | Piero Braglia       |
|    | Italia (bandiera) | C     | Domenico Caso       |

| N. |                    | Ruolo | Calciatore                    |
| -- | ------------------ | ----- | ----------------------------- |
|    | Italia (bandiera)  | C     | Giancarlo De Sisti (capitano) |
|    | Italia (bandiera)  | C     | Claudio Merlo                 |
|    | Italia (bandiera)  | C     | Andrea Orlandini              |
|    | Italia (bandiera)  | C     | Maurizio Restelli             |
|    | Italia (bandiera)  | C     | Nevio Scala                   |
|    | Italia (bandiera)  | A     | Sergio Cini                   |
|    | Brasile (bandiera) | A     | Sergio Clerici                |
|    | Italia (bandiera)  | A     | Claudio Desolati              |
|    | Italia (bandiera)  | A     | Emiliano Macchi               |
|    | Italia (bandiera)  | A     | Nello Saltutti                |
|    | Italia (bandiera)  | A     | Angelo Sormani                |

## Risultati

### Serie A

#### Girone di andata
| Arbitro: | Branzoni (Pavia) |

|  |           |               |
|  | Marcatori | 67’ Orlandini |

| Arbitro: | Casarin (Milano) |

|  |           |                  |
|  | Marcatori | 18’ Garlaschelli |

| Arbitro: | Gonella (Torino) |

|            |           |                                  |
| Zigoni 82’ | Marcatori | 6’ (aut.) Mascalaito 29’ Clerici |

| Firenze 20 ottobre 1972 4ª giornata | Fiorentina        | 0 – 0 | Torino | Stadio Comunale\| Arbitro: \| Toselli (Cormons) \| |
| Arbitro:                            | Toselli (Cormons) |       |        |                                                    |

| Arbitro: | Menegali (Roma) |

|                                        |           |  |
| Improta 5’ (rig.) 75’ Merlo 89’ (aut.) | Marcatori |  |

| Arbitro: | Lo Bello (Siracusa) |

|                                  |           |          |
| Longoni 20’ Clerici 39’ Caso 49’ | Marcatori | 4’ Prati |

| Arbitro: | Barbaresco (Cormons) |

|                  |           |                       |
| Riva 3’ Gori 23’ | Marcatori | 50’ Saltutti 79’ Caso |

| Arbitro: | Gonella (Torino) |

|                                               |           |  |
| Clerici 49’ Bulgarelli 59’ (aut.) Clerici 76’ | Marcatori |  |

| Arbitro: | Michelotti (Parma) |

|                         |           |              |
| Haller 60’ Altafini 70’ | Marcatori | 41’ Saltutti |

| Arbitro: | Serafini (Roma) |

|              |           |  |
| De Sisti 63’ | Marcatori |  |

| Arbitro: | Pieroni (Roma) |

|              |           |  |
| Ballabio 77’ | Marcatori |  |

| Arbitro: | Angonese (Mestre) |

|                        |           |             |
| Caso 30’ Orlandini 51’ | Marcatori | 32’ Spadoni |

| Arbitro: | Trinchieri (Reggio Emilia) |

|                 |           |                 |
| Clerici 7’, 57’ | Marcatori | 89’ (rig.) Rosa |

| Arbitro: | Michelotti (Parma) |

|              |           |                    |
| Vianello 90’ | Marcatori | 71’ (rig.) Clerici |

| Arbitro: | Toselli (Cormons) |

|          |           |                    |
| Caso 12’ | Marcatori | 63’ Moro 71’ Massa |

#### Girone di ritorno
| Arbitro: | Pieroni (Roma) |

|                 |           |  |
| Clerici 37’ 63’ | Marcatori |  |

| Roma 4 febbraio 1973 17ª giornata | Lazio         | 0 – 0 | Fiorentina | Stadio Olimpico\| Arbitro: \| Motta (Monza) \| |
| Arbitro:                          | Motta (Monza) |       |            |                                                |

| Arbitro: | Trono (Torino) |

|                       |           |  |
| Longoni 39’ Scala 86’ | Marcatori |  |

| Arbitro: | Casarin (Milano) |

|                                              |           |  |
| Galdiolo 7’ (aut.) Bui 29’ Pulici 66’ (rig.) | Marcatori |  |

| Arbitro: | Reggiani (Bologna) |

|              |           |  |
| Saltutti 73’ | Marcatori |  |

| Arbitro: | Francescon (Padova) |

|                  |           |  |
| Benetti 72’, 85’ | Marcatori |  |

| Arbitro: | Agnolin (Bassano del Grappa) |

|                                      |           |  |
| Scala 63’ Saltutti 68’ Antognoni 89’ | Marcatori |  |

| Arbitro: | Gussoni (Tradate) |

|                        |           |  |
| Ghetti 33’ Savoldi 90’ | Marcatori |  |

| Arbitro: | Serafini (Roma) |

|                           |           |                   |
| Saltutti 46’ Desolati 84’ | Marcatori | 78’ (rig.) Causio |

| Arbitro: | Michelotti (Parma) |

|  |           |              |
|  | Marcatori | 62’ Saltutti |

| Arbitro: | Prati (Parma) |

|                                     |           |  |
| Antognoni 9’ Scala 50’ Saltutti 56’ | Marcatori |  |

| Arbitro: | Branzoni (Pavia) |

|              |           |                      |
| Scaratti 59’ | Marcatori | 55’ (aut.) Peccenini |

| Arbitro: | Lazzaroni (Milano) |

|  |           |              |
|  | Marcatori | 36’ Desolati |

| Arbitro: | Lo Bello (Siracusa) |

|                                                     |           |  |
| Merlo 17’ Roggi 30’ Desolati 48’ Clerici 74’ (rig.) | Marcatori |  |

| Arbitro: | Gialluisi (Barletta) |

|                |           |  |
| Boninsegna 37’ | Marcatori |  |

### Coppa Italia

#### Fase a gironi
| Arbitro: | Trono (Torino) |

|  |           |                                     |
|  | Marcatori | 46’ Blasig 65’ Ballabio 85’ Fontana |

| Arbitro: | Porcelli (Lodi) |

|            |           |              |
| Braida 42’ | Marcatori | 21’ De Sisti |

| 3 settembre 1973 3ª giornata |  | – Turno di riposo FIORENTINA |  |  |

| Bari 6 settembre 1972, ore 21:00 CEST 4ª giornata | Bari                          | 0 – 0 referto | Fiorentina | Stadio della Vittoria\| Arbitro: \| Mascali (Desenzano del Garda) \| |
| Arbitro:                                          | Mascali (Desenzano del Garda) |               |            |                                                                      |

| Arbitro: | Gussoni (Tradate) |

|                          |           |                  |
| De Sisti 17’ Clerici 53’ | Marcatori | 38’, 73’ Savoldi |

### Coppa UEFA
| Arbitro: | Bahanidze |

|           |           |                         |
| Vahap 73’ | Marcatori | 36’ Sormani 85’ Clerici |

| Arbitro: | Somoly |

|                                     |           |  |
| Clerici 6’, 74’ (rig.) Saltutti 34’ | Marcatori |  |

| Arbitro: | Ortiz de Mendíbil |

|             |           |  |
| Machado 60’ | Marcatori |  |

| Arbitro: | Burtenshaw |

|                        |           |          |
| Clerici 30’ Perego 21’ | Marcatori | 28’ Duda |

### Coppa Anglo-Italiana

#### Fase a gironi
| Arbitro: | Pieroni |

|            |           |              |
| Holton 27’ | Marcatori | 60’ Saltutti |

| Arbitro: | Matthewson |

|                 |           |  |
| Kaye 25’ (aut.) | Marcatori |  |

| Arbitro: | Branzoni |

|             |           |  |
| Hindson 42’ | Marcatori |  |

| Arbitro: | Thomas |

|                          |           |                 |
| De Sisti 16’ Clerici 28’ | Marcatori | 25’, 51’ Possee |

#### Fase finale
| Arbitro: | Lattanzi |

|           |           |             |
| Scala 60’ | Marcatori | 85’ Savoldi |

| Bologna 23 maggio 1973 Semifinale - Ritorno                       | Bologna   | 1 – 2 (d.t.s.) referto | Fiorentina | Stadio Comunale |
| \| \| \| \| \| Ghetti 13’ \| Marcatori \| 6’ Caso 117’ Clerici \| |           |                        |            |                 |
|                                                                   |           |                        |            |                 |
| Ghetti 13’                                                        | Marcatori | 6’ Caso 117’ Clerici   |            |                 |

| Arbitro: | Schulemburg |

|             |           |                    |
| Clerici 78’ | Marcatori | 35’ Gibb 54’ Craig |

## Statistiche

### Statistiche di squadra
| Competizione         | Punti | In casa | In casa | In casa | In casa | In casa | In casa | In trasferta | In trasferta | In trasferta | In trasferta | In trasferta | In trasferta | Totale | Totale | Totale | Totale | Totale | Totale | DR  |
| Competizione         | Punti | G       | V       | N       | P       | Gf      | Gs      | G            | V            | N            | P            | Gf           | Gs           | G      | V      | N      | P      | Gf     | Gs     | DR  |
| -------------------- | ----- | ------- | ------- | ------- | ------- | ------- | ------- | ------------ | ------------ | ------------ | ------------ | ------------ | ------------ | ------ | ------ | ------ | ------ | ------ | ------ | --- |
| Serie A              | 37    | 15      | 12      | 1       | 2       | 29      | 7       | 15           | 4            | 4            | 7            | 10           | 19           | 30     | 16     | 5      | 9      | 39     | 26     | +13 |
| Coppa Italia         | -     | 2       | 0       | 1       | 1       | 2       | 5       | 2            | 0            | 2            | 0            | 1            | 1            | 4      | 0      | 3      | 1      | 3      | 6      | -3  |
| Coppa UEFA           | -     | 2       | 2       | 0       | 0       | 5       | 1       | 2            | 1            | 0            | 1            | 2            | 2            | 4      | 3      | 0      | 1      | 7      | 3      | +4  |
| Coppa Anglo-Italiana | -     | 4       | 1       | 2       | 1       | 5       | 5       | 3            | 1            | 1            | 1            | 3            | 3            | 7      | 2      | 3      | 2      | 8      | 8      | 0   |
| Totale               | -     | 23      | 15      | 4       | 4       | 41      | 18      | 20           | 6            | 7            | 9            | 16           | 25           | 41     | 21     | 11     | 13     | 58     | 44     | +14 |

### Statistiche dei giocatori
A completamento delle statistiche sono da considerare 3 autogol a favore dei viola in campionato e 1 in Coppa Anglo-Italiana.
| Giocatore     | Serie A  | Serie A | Coppa Italia | Coppa Italia | Coppa UEFA | Coppa UEFA | Coppa Anglo-Italiana | Coppa Anglo-Italiana | Totale   | Totale |
| Giocatore     | Presenze | Reti    | Presenze     | Reti         | Presenze   | Reti       | Presenze             | Reti                 | Presenze | Reti   |
| ------------- | -------- | ------- | ------------ | ------------ | ---------- | ---------- | -------------------- | -------------------- | -------- | ------ |
| G. Antognoni  | 20       | 2       | 2            | 0            | 1          | 0          | 6                    | 0                    | 29       | 2      |
| P. Braglia    | 0        | 0       | 0            | 0            | 0          | 0          | 0                    | 0                    | 0        | 0      |
| G. Brizi      | 28       | 0       | 4            | 0            | 3          | 0          | 6                    | 0                    | 41       | 0      |
| D. Caso       | 12       | 4       | 3            | 0            | 2          | 0          | 2                    | 1                    | 19       | 5      |
| S. Cini       | 0        | 0       | 2            | 0            | 0          | 0          | 0                    | 0                    | 2        | 0      |
| S. Clerici    | 24       | 10      | 1            | 1            | 4          | 4          | 6                    | 3                    | 35       | 18     |
| G. De Sisti   | 27       | 1       | 4            | 2            | 1          | 0          | 7                    | 1                    | 39       | 4      |
| C. Desolati   | 6        | 3       | 0            | 0            | 0          | 0          | 2                    | 0                    | 8        | 3      |
| B. Favaro     | 0        | -0      | 0            | -0           | 0          | -0         | 4                    | -4                   | 4        | -4     |
| G. Galdiolo   | 26       | 0       | 4            | 0            | 4          | 0          | 7                    | 0                    | 41       | 0      |
| G. Longoni    | 25       | 2       | 2            | 0            | 4          | 0          | 4                    | 0                    | 35       | 2      |
| E. Macchi     | 9        | 0       | 0            | 0            | 0          | 0          | 4                    | 0                    | 13       | 0      |
| M. Migliorini | 0        | -0      | 0            | -0           | 0          | -0         | 0                    | -0                   | 0        | -0     |
| C. Merlo      | 26       | 1       | 4            | 0            | 4          | 0          | 5                    | 0                    | 39       | 1      |
| A. Orlandini  | 27       | 2       | 4            | 0            | 3          | 0          | 4                    | 0                    | 38       | 2      |
| E. Pellegrini | 4        | 0       | 0            | 0            | 3          | 0          | 1                    | 0                    | 8        | 0      |
| M. Perego     | 10       | 0       | 2            | 0            | 4          | 1          | 3                    | 0                    | 19       | 1      |
| M. Restelli   | 0        | 0       | 0            | 0            | 0          | 0          | 1                    | 0                    | 1        | 0      |
| M. Roggi      | 16       | 0       | 0            | 0            | 0          | 0          | 5                    | 0                    | 21       | 0      |
| N. Scala      | 24       | 3       | 4            | 0            | 4          | 0          | 7                    | 1                    | 39       | 4      |
| N. Saltutti   | 22       | 7       | 4            | 0            | 4          | 1          | 4                    | 1                    | 34       | 9      |
| A. Sormani    | 9        | 0       | 4            | 0            | 4          | 1          | 3                    | 0                    | 20       | 1      |
| F. Superchi   | 30       | -26     | 4            | -6           | 4          | -3         | 3                    | -4                   | 41       | -39    |

## Giovanili

La squadra Primavera che si aggiudicò il Torneo di Viareggio per la seconda volta

### Piazzamenti
- Primavera:
  - Campionato: ?
  - Coppa Italia: ?
  - Torneo di Viareggio: vincitore